# Parti populaire (Belgique)
Pour les articles homonymes, voir Parti populaire.
Le Parti populaire (ou Volkspartij) était un parti politique belge créé le 26 novembre 2009 par Rudy Aernoudt et Mischaël Modrikamen. Généralement classé à droite ou à l'extrême droite, il se réclame du libéralisme au sens économique du terme, et du conservatisme sur le plan des valeurs. En 2016, le parti se voit requalifié à l'extrême droite par le CRISP et l'association RésistanceS,.
Le parti participe pour la première fois aux élections fédérales en juin 2010 et obtient 84 005 voix à la chambre et 98 858 voix au sénat, devenant ainsi le cinquième parti politique en importance dans le paysage politique belge francophone, loin derrière les quatre grands partis traditionnels.
Après sa défaite aux élections législatives de mai 2019, le parti annonce sa dissolution.

## Historique
Le fondateur du parti, Mischaël Modrikamen, est devenu une personnalité connue du public en mars 2009 à la suite de l'affaire Fortis en tant qu'avocat d'une partie des actionnaires. Il laisse rapidement entendre qu'il a l'intention de faire de la politique et précise sa pensée en mai 2009. Mischaël Modrikamen envisage alors un parti de droite « décomplexée » sur le modèle du parti homonyme espagnol et de l'UMP français. Il déclare que la formation à créer « rassemblera sous une même ombrelle la droite libérale, la droite conservatrice, et les déçus du système, qui votent une fois FN, une fois Ecolo ».
À l'automne 2009, le lancement du parti est annoncé. Dans son manifeste, le parti se définit comme une formation issue de la société civile dont l'objectif est de « contribuer à la gestion efficace du pays, loin des intérêts particuliers, individuels ou organisés, fréquemment privilégiés ». Le parti se considère comme un parti de droite décomplexée et critique le MR qu'il considère « incapable de s’assumer comme une grande formation de droite ».
Il défend un programme économique très libéral et anti-impôts, mais privilégie comme thématiques de campagne « la loi et l’ordre », la « lutte implacable contre l’islam radical » et la criminalité, et l'opposition à l'immigration non européenne.
Le parti présente des listes dans toutes les circonscriptions électorales pour les  élections du 13 juin 2010 malgré le temps extrêmement bref laissé aux formations politiques pour faire valider leurs listes, situation qu'il dénonce, mais le parti réussit à rassembler les signatures nécessaires pour pouvoir présenter des listes pour les élections à la Chambre des représentants et au Sénat. Le Parti populaire obtient 84 005 voix à la chambre (1,29%) et envoie un député à la Chambre des représentants.
Les élections communales du 14 octobre 2012 marquent la progression locale du Parti populaire avec trois élus communaux.
Le PP critique la façon dont les petits partis sont traités par les médias, dont la RTBF et RTL-TVI, qui n'offrent qu'un accès limité aux débats télévisés en privilégiant les quatre grands partis. En octobre 2010, Modrikamen reprend le titre du défunt quotidien socialiste Le Peuple pour en faire un quotidien digital « libéral, conservateur sur les valeurs et en rupture avec le politiquement correct ». Depuis novembre 2013, des débats enregistrés en studio y sont proposés. En mars 2016, il annonce qu’il reprend le titre du magazine Pourquoi pas ?.
En octobre 2013, Luc Trullemans, alors présentateur vedette de RTL-TVI, est sanctionné par l'IRM pour propos xénophobes. Ayant été défendu par Mischaël Modrikamen dans cette procédure de sanction, il annonce en novembre qu'il rejoint le Parti populaire, mais le quitte en juin 2016 en expliquant qu'il n'est pas fait pour la politique et qu'il préfère se consacrer à sa carrière scientifique.
Le Parti populaire valide en congrès son programme en cent propositions le 23 novembre 2013. Les principaux axes de campagne seront l'immigration, l'insécurité et les impôts. Le PP prône également un confédéralisme qui se distancie de celui de la N-VA, la suppression du décret-inscription dans l'enseignement et la restauration du respect des professeurs, la fin de ce qu'il nomme le gouffre éolien au profit des centrales nucléaires au thorium et l'instauration d'une Europe démocratique articulée autour de ses peuples.
Lors des élections fédérales de mai 2014, le Parti populaire totalise 1,52 % des voix et obtient un siège à la Chambre des représentants, occupé par Aldo Carcaci.
Alors que pendant un moment en 2016 on avait évoqué la possibilité d'une fusion ou la création d'un cartel constitué avec le parti de droite radicale populiste La Droite, ce dernier y renonce en invoquant le rapprochement du PP avec l'extrême-droite, notamment en raison de l'appel lancé par le PP aux électeurs du Front national. La Droite n'hésite pas à comparer le PP à Rex, le parti politique fondé par Léon Degrelle dans les années 1930.
Le 31 mai 2019, le président du PP Mischaël Modrikamen annonce quitter la vie politique après que le PP ait perdu son seul élu. Le 18 juin suivant, le Parti populaire décide de se dissoudre.
En septembre 2019, le parti La Droite entre en pourparlers avec certains ex-membres du Parti populaire, ils décident d'abandonner l'appellation "La Droite" pour donner naissance à la « Droite populaire ».

## Résultats électoraux
Le Parti populaire se présente pour la première fois aux élections fédérales du 13 juin 2010. Il obtient sur l'ensemble du Royaume 1,29 % des voix ainsi qu'un premier siège, occupé par Laurent Louis (505 voix de préférence- exclu du parti en janvier 2011), dans le Brabant wallon où il atteint 5,04 % des suffrages.
Aux élections communales du 14 octobre 2012, le parti obtient ses premiers élus communaux :
- À Trooz, la liste PP emmenée par Jean-Pierre Larose obtient 11,44 % des voix et remporte un siège de conseiller communal, ainsi qu'un conseiller de l'Action sociale (CPAS)[29] ;
- À Frameries, la liste PP emmenée par Ruddy Waselynck obtient 7,92 % des voix et remporte un siège[30] ;
- À Verviers, la liste PP emmenée par Bruno Berrendorf obtient 6,03 % des voix et remporte également un siège[31].

Lors des élections simultanées du 25 mai 2014, le Parti populaire décroche un siège dans la circonscription de Liège à la Chambre avec comme tête de liste Aldo Carcaci, ainsi qu'un siège au Parlement wallon remporté par André-Pierre Puget.
Aux élections du 26 mai 2019, le Parti populaire n'arrive plus à décrocher le moindre siège. Mischaël Modrikamen annonce qu'il quitte la vie politique belge non sans espérer fusionner son parti, fort de 113 793 voix au scrutin européen, avec des partis frères.

### Chambre des représentants
| Année | Voix    | %    | Sièges  | Gouvernement                   |
| ----- | ------- | ---- | ------- | ------------------------------ |
| 2010  | 84 005  | 1,29 | 1 / 150 | Opposition                     |
| 2014  | 102 581 | 1,52 | 1 / 150 | Opposition                     |
| 2019  | 75 096  | 1,11 | 0 / 150 | Opposition extra-parlementaire |

### Parlement wallon
| Année | Voix   | %    | Sièges | Gouvernement                   |
| ----- | ------ | ---- | ------ | ------------------------------ |
| 2014  | 99 584 | 4,86 | 1 / 75 | Opposition                     |
| 2019  | 74 622 | 3,67 | 0 / 75 | Opposition extra-parlementaire |

### Parlement bruxellois (collège électoral francophone)
| Année | %    | Sièges | Gouvernement                   |
| ----- | ---- | ------ | ------------------------------ |
| 2014  | 1,94 | 0 / 89 | Opposition extra-parlementaire |
| 2019  | 1,70 | 0 / 89 | Opposition extra-parlementaire |

### Parlement européen (collège électoral francophone)
| Année | %    | Sièges | Groupe |
| ----- | ---- | ------ | ------ |
| 2014  | 5,98 | 0 / 21 | -      |
| 2019  | 4,66 | 0 / 21 | -      |

## Dissensions
C'est une prise de position de Laurent Louis sur sa page Facebook où il déclarait qu'il soutenait la politique de Nicolas Sarkozy sur les Roms qui fait apparaître au grand jour les tensions entre les deux cofondateurs : Rudy Aernoudt, coprésident, se dit choqué des propos de son député et souhaite qu'il s'excuse. Laurent Louis refuse et dit continuer à avoir le soutien de l'autre coprésident Mischaël Modrikamen qui accuse Rudy Aernoudt de déloyauté. Ce dernier est alors exclu du PP à la suite d'un vote du bureau du parti.
Rudy Aernoudt révèle alors l'étendue des tensions qui existent dans le parti et dénonce un projet séparatiste de Mischaël Modrikamen qui voudrait faire du PP une version francophone de la N-VA. Il l'accuse également d'avoir payé au noir certains collaborateurs du parti.
Mais le départ de Aernoudt ne règle pas les problèmes, et le calme est troublé par des incidents qui indiquent l'existence de tensions entre le président du parti et son unique député, Laurent Louis. Lorsque deviennent publics les problèmes entre le président, le député et l'assistante parlementaire de ce dernier, la question de la survie du parti se pose. Le 28 janvier 2011, le Parti populaire exclut son unique député et perd ainsi son unique siège à la Chambre des représentants de Belgique ainsi que sa dotation annuelle, qui s'élevait à 430 000 euros. Le porte-parole du parti commente à ce propos : « On a préféré perdre notre dotation et garder notre dignité ».
En février 2013, le vice-président du Parti populaire, l'avocat hutois Philippe Chansay Wilmotte, démissionne pour créer un nouveau parti. Il emporte avec lui de nombreux adhérents, dont le conseiller communal de Trooz, Jean-Pierre Larose.
En décembre 2015, André-Pierre Puget, en désaccord sur la priorité exclusive accordée à l'immigration, quitte le parti et siège comme député indépendant.